# Trassenheide (stacja kolejowa)
Trassenheide – przystanek kolejowy w Trassenheide w Meklemburgii-Pomorzu Przednim w Niemczech. Znajduje się na linii kolejowej do Świnoujścia Centrum i Wolgastu. Stacja obsługuje w sezonie 167 pociągów tygodniowo.
Stacja została wybudowana w roku 1911. Linię kolejową przedłużono do Trassenheide w celu rozwoju turystyki; tym samym włączono stację w ogólnoniemiecką sieć kolejową. Podczas II wojny światowej linie przedłużono do Peenemünde.

## Obsługa pasażerów
Obok stacji znajduje się przystanek autobusowy dla autobusów w kierunku do Wolgastu i Karlshagen. Na stacji znajduje się wypożyczalnia rowerów i restauracja.

## Połączenia
Na stacji zatrzymują się wszystkie pociągi. W sezonie pociągi UBB kursują do stacji Świnoujście Centrum co godzinę.

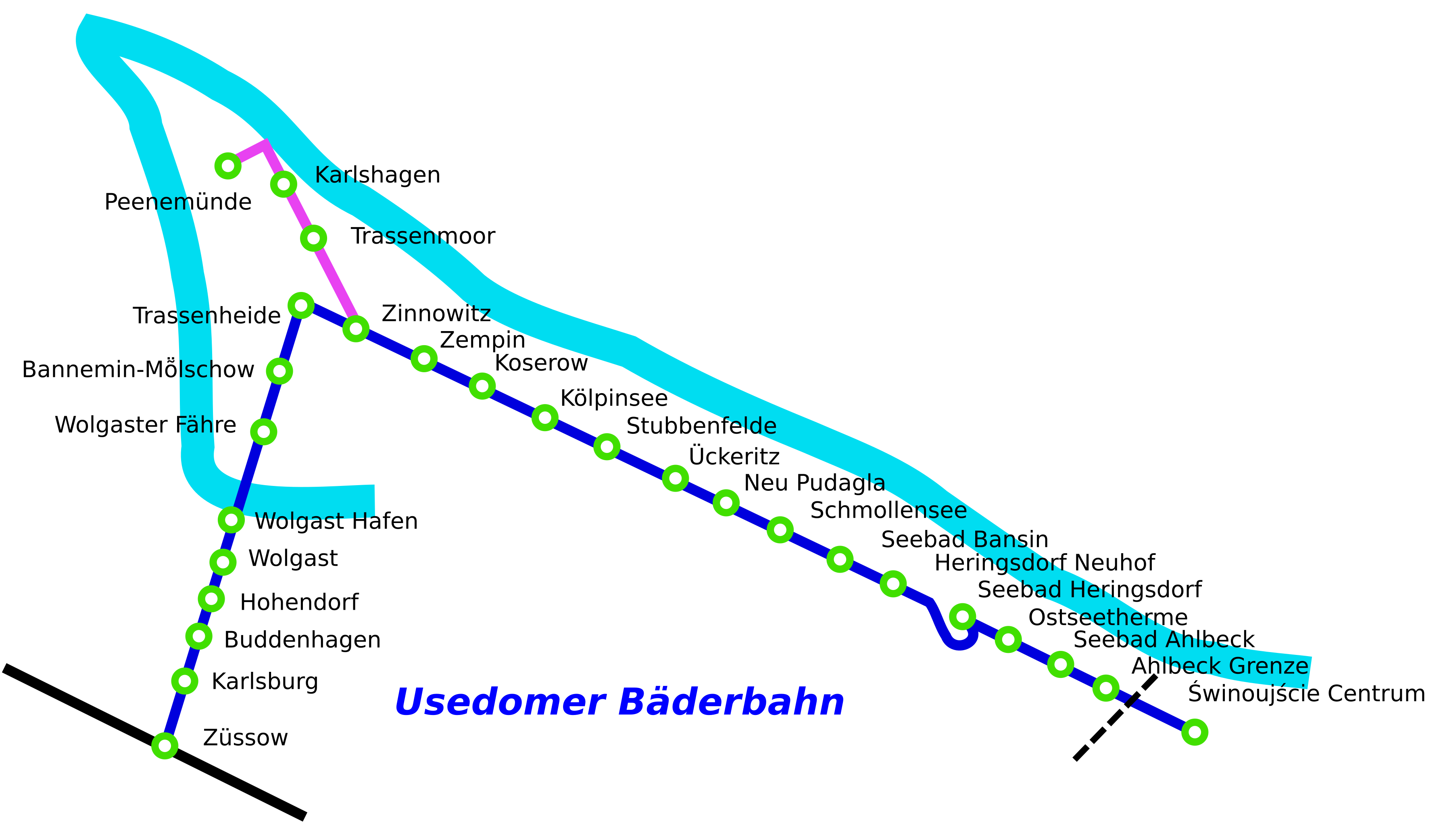
Kolej UBB na wyspie Uznam

| Linia | Przewoźnik     | Przebieg | Takt                  |
| ----- | -------------- | --- | --------------------- |
| IC 32 | DB Fernverkehr | Köln Hbf – Düsseldorf Hbf – Duisburg Hbf – Essen Hbf – Bochum Hbf – Dortmund Hbf – Bielefeld Hbf – Hannover Hbf – Wolfsburg Hbf – Berlin-Spandau – Berlin-Gesundbrunnen – Prenzlau – Züssow – Wolgast – Zinnowitz – Seebad Heringsdorf | raz dziennie (Sb, Nd) |
| D     | DB Fernverkehr | Berlin Zoo – Berlin Hauptbahnhof – Züssow – Wolgast – Zinnowitz – Seebad Heringsdorf – Seebad Ahlbeck – Świnoujście Centrum | raz dziennie          |
| UBB   | UBB            | Stralsund – Greifswald – Züssow – Wolgast – Zinnowitz – Seebad Heringsdorf – Świnoujście Centrum | 60 min                |